# Daniela Gmeinbauer
Daniela Gmeinbauer (* 23. März 1965 in Graz) ist eine österreichische Unternehmerin, Politikerin (ÖVP) und Abgeordnete zum Nationalrat.

## Ausbildung und Beruf
Daniela Gmeinbauer besuchte von 1971 bis 1975 die Volksschule und anschließend vier Jahre die Hauptschule. In den Jahren von 1979 bis 1980 besuchte sie die Fachschule für wirtschaftliche Frauenberufe der Barmherzigen Schwestern in Graz und begann danach eine Lehre zur Einzel- und Großhandelskauffrau, die sie 1983 abschloss.
Sie arbeitete als Verkäuferin bei verschiedenen Firmen und wurde 1990 Abteilungsleiterin. Im Jahr 1992 wechselte sie ins Event-Management, wo sie 2002 Gesellschafterin und Geschäftsführerin wurde. Parallel dazu wurde sie ab 2017 Mitglied des Aufsichtsrates bei Tochterfirmen der Stadt Graz und 2023 Stellvertreterin des Aufsichtsratsvorsitzenden der Graz Tourismus und Stadtmarketing GmbH.

## Politik
Ihre politische Tätigkeit begann 2012 als Stadtgruppenobfrau des Wirtschaftsbundes Graz. Im Jahr 2013 wurde sie Mitglied der Mitarbeiterkonferenz der ÖVP Straßgang Graz und der Mitarbeiterkonferenz der ÖVP Andritz Graz. Im gleichen Jahr wurde sie Stadtparteiobmann-Stellvertreterin in Graz, was sie bis 2018 blieb, und Landesparteiobmann-Stellvertreterin der ÖVP Steiermark, was sie bis 2022 blieb. Ebenfalls ab 2013 war sie Mitglied der Stadtbezirksleitung der Stadtbezirksgruppe Graz-Gries der Steirischen VP Frauen Graz, was sie bis 2019 blieb. Im Jahr 2017 wurde sie Landesgruppenobmann-Stellvertreterin des Österreichischen Wirtschaftsbundes Steiermark und 2018 Mitglied des Bezirksparteivorstandes der ÖVP Andritz und der ÖVP Straßgang.
Von 2013 bis 2022 war sie stellvertretende Landesparteiobfrau der ÖVP Steiermark und von 2014 bis 2024 Clubobfrau der ÖVP Graz. Seit 24. Jänner 2023 ist sie Mitglied des Gemeinderates von Graz. Am 24. Oktober 2024 wurde sie Ersatzmitglied des Unvereinbarkeitsausschusses im Nationalrat.

## Sonstiges
Neben ihren Tätigkeiten für Rainbows und die Vinzenzgemeinschaft ist sie Fachkundiger Laienrichter der Arbeitgeber beim Oberlandesgericht Graz.